# Myśl naszej wielkiej mocy
Myśl naszej wielkiej mocy (Noema) – gnostycki utwór z Nag Hammadi (NHC VI,4). Dzieło to zawiera wątki apokaliptyczne, biblijne, ma formę mowy objawiającej, będącej jednocześnie wezwaniem do przyjęcia gnozy, która ma dać moc zbawienia.